# Reiseburg
Die Reiseburg ist eine Gehöftwurt und ehemalige spätmittelalterliche Burganlage ostfriesischer Häuptlinge. Sie befindet sich in Westrum, einem Ortsteil der jeverländischen Gemeinde Wangerland im Landkreis Friesland in Niedersachsen, etwa 0,5 Kilometer westlich des Ortskerns. Ihr Name erinnert an eine mittelalterliche Burganlage, die bis ins 16. Jahrhundert dort existierte.

## Name
Die Bezeichnung Reiseburg lässt sich nach Arend Remmers auf dreifache Weise erklären. Zum einen könnte Reise ein Rufname sein und damit auf den ursprünglichen Burgherrn verweisen. Zum anderen wäre auch schlicht an „reisen“ im Sinne von „unterwegs sein“ zu denken. Eine dritte Möglichkeit wäre die Ableitung von „ris“ (mittelniederdeutsch für „Reis“, „Reisig“, „Gebüsch“). Reisiggeflechte fanden Verwendung im Deichbau und bei der Uferbefestigung.

## Geschichte
Die Reiseburg existierte sehr wahrscheinlich schon im 13. Jahrhundert. Älteste Nachrichten erzählen, dass sie im Besitz eines ansonsten unbekannten Tiard Hillers war. Um 1300 ging das Eigentum an Idzeke (auch Itzeke geschrieben) über, der Hillers’ Tochter Hyma geheiratet hatte. Idzeke war um 1306 einer der Richter von Östringen. Er gehörte damit zu den Redjeven, die die Führungsschicht des Jeverlandes bildeten. Aus der Ehe von Idzeke und Hyma ging der Sohn Popke hervor. Streitigkeiten, in die dieser mit Hillrich von Laurens (auch Hilderad von Landeswarfen genannt) verwickelt war, führten zu einer  Fehde, in deren Verlauf das Steinhaus Reiseburg in der Mitte des 15. Jahrhunderts zerstört wurde. Die Burg scheint jedoch anschließend wieder aufgebaut worden zu sein, denn um 1480 wird im Grundregister des Hicko Boing von Werdum die Reiseburg als Erbe seiner Frau erwähnt. Nach Hickos Angaben gehörten zur Reiseburg umgerechnet 70 Hektar an Ländereien. Für das Jahr 1534 ist ein Besitzer oder Bewohner der Burg mit dem Namen Lubbe tho Reydesborch urkundlich bezeugt.
Die Reiseburg war nicht das einzige Steinhaus im Kirchspiel Westrum. Weitere befestigte Häuser waren Rickelhausen (1453: to Rekellenhusen; 1458: Ryckelinghusen), Herzhausen (ursprünglich Heddechusen; später Heddyckshues) und Stakens.

## Beschreibung
Zur Gestalt der mittelalterlichen Burg können keine näheren Angaben gemacht werden. Sie befand sich sehr wahrscheinlich auf dem südlichen Teil der heutigen Gehöftwurt. Die langovale Wurt ist bei 3 m Höhe ungefähr 160 × 90 m groß. An mehreren Stellen befinden sich Reste von ausgetrockneten Wassergräben.